# Majbølle Kirke
Majbølle Kirke er en middelalderlig bygning på Lolland nær Guldborg Sund. Den blev opført af munkesten i anden halvdel af 1200-tallet og er indviet til Sankt Anna, Jomfru Marias moder.
I 1400-tallet sprang en kilde på kirkegården, hvilket gav anledning til valfart og senere en hektisk byggeaktivitet, der formentlig blev finansieret af de derfra kommende indtægter. Fra dette tidspunkt stammer:
- Det brede kirketårn med en fornem, seks meter høj klokkestol til tre klokker.
- Det store Anna-kapel på kirkens sydside med en sengotisk facade. Det var formentlig oprindeligt et selvstændigt kapel, indviet til Sankt Anna.
- Kirkens kalkmalerier, som er overkalket, men som kendes fra akvareller, der er tegnet, da de var afdækket ved en restaurering i 1876. De tilskrives Elmelundemesteren.[1]

Den største af kirkens oprindelige klokker er bevaret og hænger endnu i tårnet og har indskriften: Hellige Anna, bed for os, 1474. De to mindre klokker forsvandt i forbindelse med klokkeskatten i 1528.
Lige syd for kirkegården gravede man i 1700-tallet en bybrønd. Sandsynligvis ramte man derved den kilde, som havde sprunget så længe, hvilket medførte, at den tørrede ud.

## Eksterne kilder og henvisninger
- Wikimedia Commons har flere filer relateret til Majbølle Kirke
- Hjemmeside om Danmarks middelalderlige kirker og kalkmalerier
- Majbølle Kirke hos KortTilKirken.dk
- Majbølle Kirke hos danmarkskirker.natmus.dk (Danmarks Kirker, Nationalmuseet)